# Addis Abeba
Addis Abeba ([adˈɪs ˈa[ː]beba auch aˈbeːba], auch Addis Ababa; amharisch አዲስ ፡ አበባ [adˈdiːs ˈaβəβa] ⓘ, umgangssprachlich [adˈdːis ˈaβa], ‚Neue Blume‘) ist die Hauptstadt von Äthiopien. In der Sprache der Oromo wird die Stadt Finfinne oder Shaggar genannt. Addis Abeba ist Sitz der UN-Wirtschaftskommission für Afrika und des Hauptquartiers der Afrikanischen Union.

## Geographie
Addis Abeba hat eine Fläche von etwa 530 km². Die nahezu im Mittelpunkt Äthiopiens befindliche Stadt liegt zwischen 2200 und 3000 Metern Höhe am Fuße des Bergs Entoto und ist damit die dritthöchstgelegene Hauptstadt der Welt und die höchstgelegene in Afrika.

## Klima
|                       | Jan  | Feb  | Mär  | Apr  | Mai  | Jun  | Jul  | Aug  | Sep  | Okt  | Nov  | Dez  |   |      |
| Mittl. Tagesmax. (°C) | 23,2 | 23,7 | 24,5 | 24,2 | 24,6 | 23,2 | 20,9 | 20,8 | 21,5 | 22,5 | 22,5 | 22,4 | ⌀ | 22,8 |
| Mittl. Tagesmin. (°C) | 6,1  | 7,8  | 9,6  | 10,4 | 9,8  | 10,0 | 10,5 | 10,4 | 9,8  | 7,5  | 5,5  | 5,3  | ⌀ | 8,6  |
|                       |      |      |      |      |      |      |      |      |      |      |      |      |   |      |
| Niederschlag (mm)     | 18   | 47   | 72   | 92   | 86   | 123  | 257  | 271  | 170  | 38   | 9    | 10   | Σ | 1193 |
|                       |      |      |      |      |      |      |      |      |      |      |      |      |   |      |
| Sonnenstunden (h/d)   | 8,6  | 7,3  | 7,8  | 7,0  | 7,7  | 5,8  | 3,6  | 4,3  | 5,4  | 8,0  | 8,9  | 9,3  | ⌀ | 7    |
|                       |      |      |      |      |      |      |      |      |      |      |      |      |   |      |
| Regentage (d)         | 2    | 5    | 8    | 10   | 9    | 16   | 26   | 25   | 17   | 3    | 1    | 1    | Σ | 123  |
|                       |      |      |      |      |      |      |      |      |      |      |      |      |   |      |
| Luftfeuchtigkeit (%)  | 52   | 51   | 53   | 59   | 55   | 68   | 78   | 80   | 75   | 57   | 53   | 53   | ⌀ | 61,2 |

| 6,1 |

| 7,8 |

| 9,6 |

| 10,4 |

| 9,8 |

| 10,0 |

| 10,5 |

| 10,4 |

| 9,8 |

| 7,5 |

| 5,5 |

| 5,3 |

| 6,1 |

| 7,8 |

| 9,6 |

| 10,4 |

| 9,8 |

| 10,0 |

| 10,5 |

| 10,4 |

| 9,8 |

| 7,5 |

| 5,5 |

| 5,3 |

Das Klima Addis Abebas ist aufgrund der Höhenlage warmgemäßigt (Typ Cwb), also subtropisches Hochlandklima, bestehend aus langen, warmen, humiden Sommern und kurzen, milden, trockenen Wintern. Die meisten Regenfälle fallen in den Monaten Juni bis September, die Wintermonate sind wesentlich trockener.

## Geschichte
Bevor Addis Abeba gegründet wurde, hatte das Kaiserreich Abessinien längere Zeit keine feste Hauptstadt. Ab 1881 residierte Menelik II., damals noch König von Shewa, auf dem Berg Entoto in der Nähe des heutigen Addis Abeba. Dieses temporäre Lager in Zentraläthiopien hatte einige Vorzüge für Menelik II. Einerseits liegt der Ort südlicher als vorherige Hauptstädte, was ihm die Vereinigung des Südens mit dem Norden des Landes unter seiner Herrschaft erleichterte, andererseits hat der Ort historische Bedeutung als legendäre Residenz der mittelalterlichen Könige.
Im November 1886, während Menelik II. sich in entfernten Regionen des Landes aufhielt, verlegte seine Frau Taytu Betul das Lager von den Hügeln hinunter ins Tal an die Stelle, an der sich die Stadt heute befindet. Es wird berichtet, dass sie das Lager am Entoto wegen der niedrigen Temperaturen verließ und ihr der Ort in der Nähe der heißen Fel-Weha-Quellen geeigneter schien. Dieser Ort bot, der im Gegensatz zum Lager am Entoto ausreichend Platz für die Gründung einer Stadt, wie sie sich Menelik II. vorstellte. Nach seiner Rückkehr fand auch Menelik II. Gefallen an diesem Ort.
1889 wurde der erste Palast für den Kaiser Menelik II. dort erbaut, die erste Wasserleitung des Landes verlegt, und in einer Rundhütte, einem Tukull, wurde das erste Telegraphenamt eingerichtet. 1892 benannte Menelik II. die Stadt Addis Abeba, „Neue Blume“, und machte sie zur Hauptstadt von Abessinien. Nach der Etablierung des Palasts siedelten sich auf Befehl des Kaisers Militärführer des Reiches zusammen mit ihren Hausständen und Gefolgen in der Umgebung an. Dabei entstanden dorfartige Militärsiedlungen, die sogenannten Sefers. Addis Abeba hatte in dieser Phase die Gestalt einer weit gestreuten Dorflandschaft. Aus vielen Sefers entwickelten sich später Stadtteile der modernen Stadt. Die erste Bank, damals Bank of Abyssinia, wurde 1905 gegründet, 1908 die erste Schule, 1910 das erste Krankenhaus, 1911 die erste Druckerei. 1898 gab es das erste Kino, im Volksmund Yä-Šäyṭan Bet (Teufelshaus) genannt.
Infolge des Abessinienkriegs wurde die Stadt am 5. Mai 1936 von italienischen Truppen unter dem Befehl von Pietro Badoglio besetzt und infolgedessen Teil von Italienisch-Ostafrika. Aus dieser Phase stammen neben einigen noch heute sichtbaren Gebäuden im italienischen Stil auch Veränderungen in der Stadtgliederung. Insbesondere wurde der Markt von der Stadtmitte an den Rand in den heute Merkato genannten Bereich verlegt. Nach dem gescheiterten Attentat des äthiopischen Widerstandes gegen den italienischen Generalgouverneur Rodolfo Graziani begingen die Faschisten zwischen dem 19. und 21. Februar 1937 das Massaker Yekatit 12. Im Zweiten Weltkrieg eroberten am 5. April 1941 britische Truppen die Hauptstadt der italienischen Kolonie Abessinien. Einen Monat später kehrte Kaiser Haile Selassie I. aus seinem Exil nach Addis Abeba zurück.

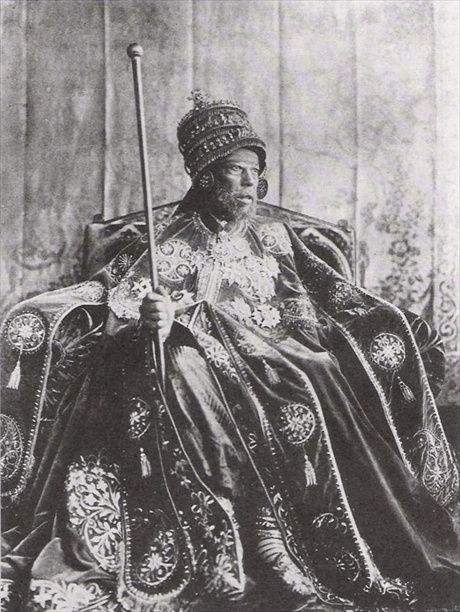
Kaiser Menelik II., Gründer von Addis Abeba
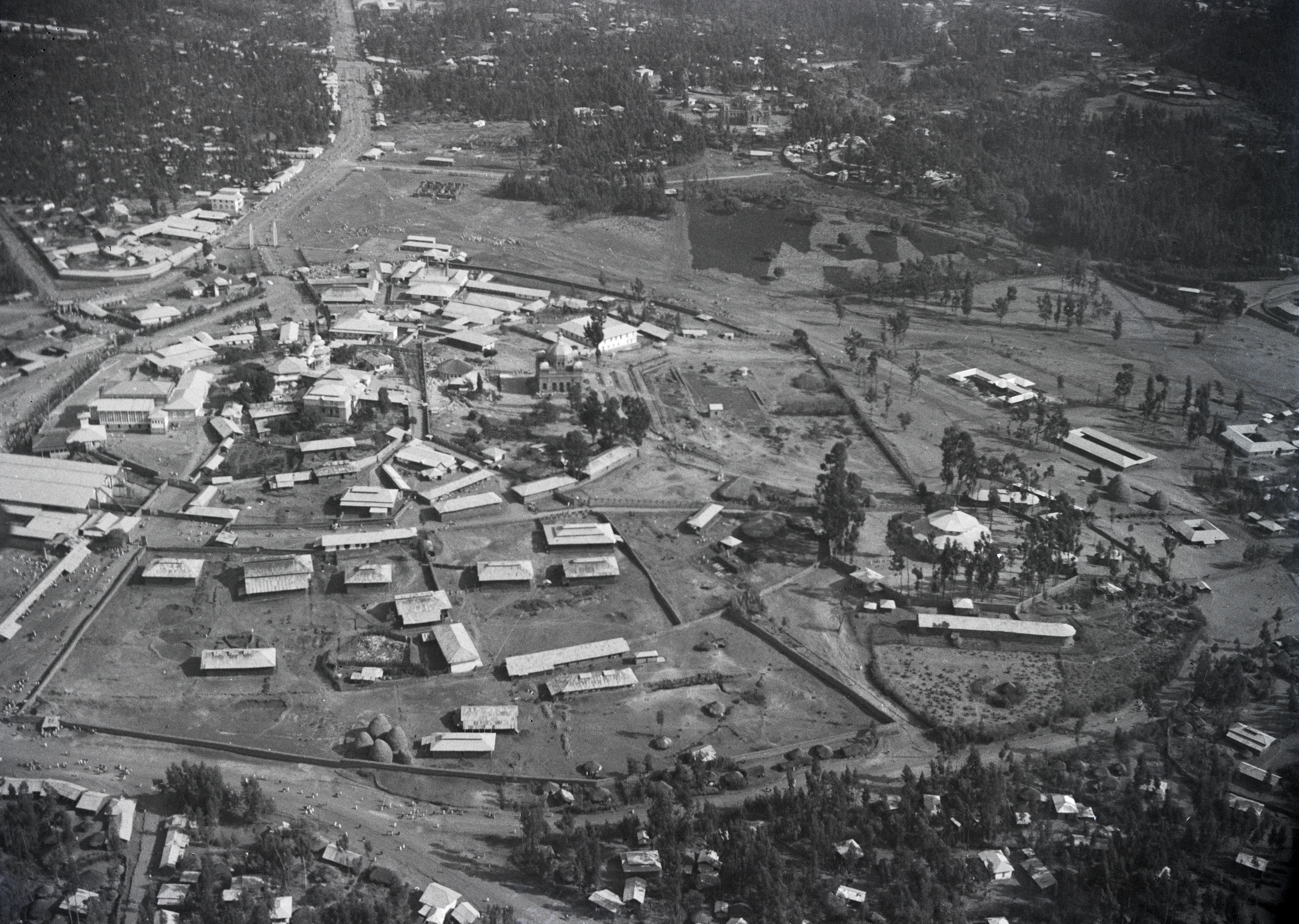
Kaiserpalast 1934, fotografiert von Walter Mittelholzer
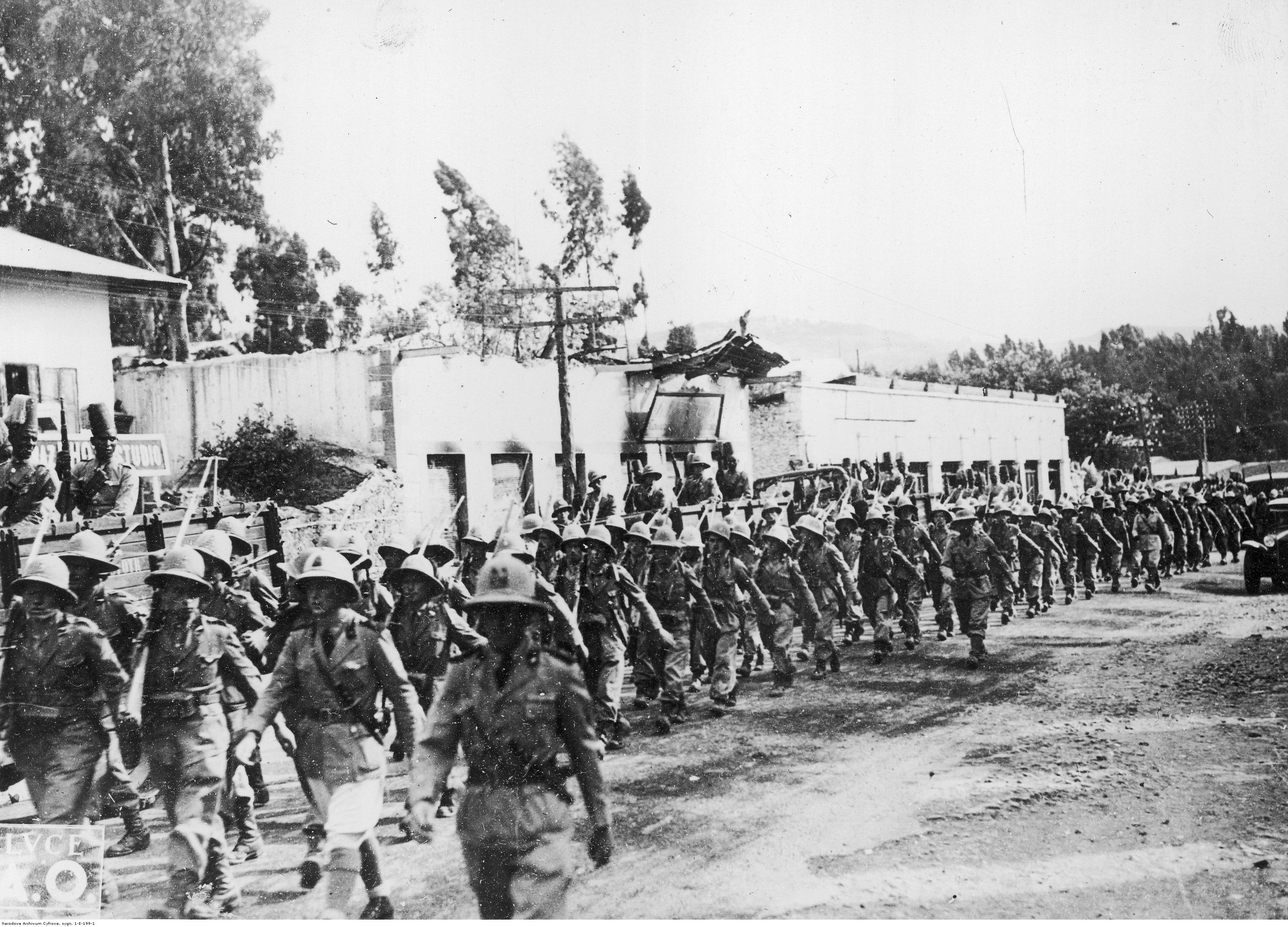
Italienische Militärparade nach der Besetzung 1936
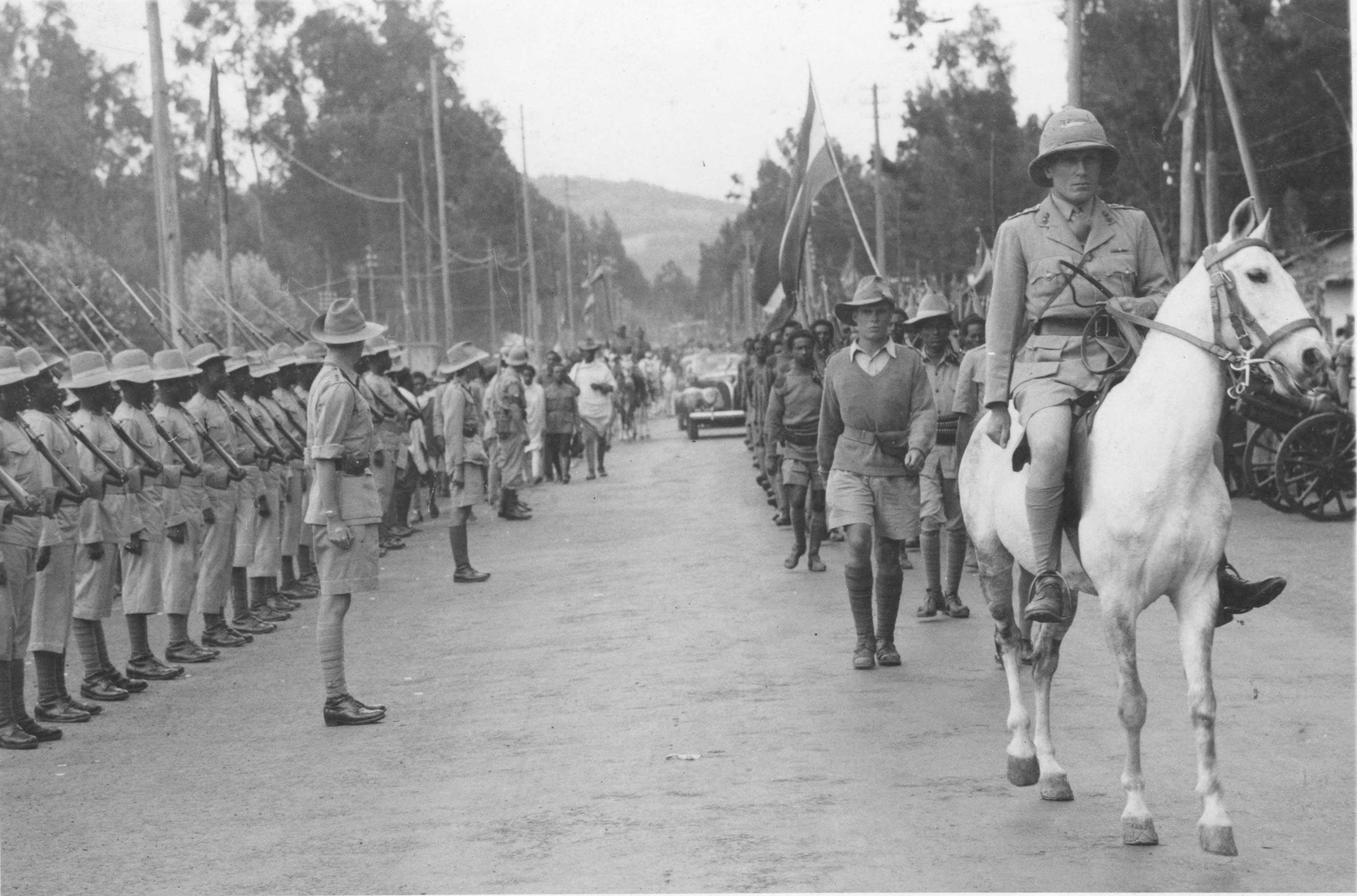
Britische Truppen beim Einmarsch 1941, an deren Spitze Orde Wingate

## Bevölkerung
In Addis Abeba leben alle Volksgruppen des Landes. Die Bevölkerungsmehrheit in der Stadt stellen die Amharen mit einem Anteil von ca. 60 % (Stand: Zensus 2011).
Seit 1950 hat sich die Bevölkerung der Stadt nahezu verzehnfacht. Addis Abeba gehört damit zu den am schnellsten wachsenden Städten der Welt. Grund hierfür ist vor allem die Migration aus den ländlichen Regionen Äthiopiens, denn Addis Abeba hat mit nur 1,4 Kindern pro Frau die niedrigste Fertilitätsrate des ganzen Landes. Bis 2050 wird mit einem Ansteigen der Einwohnerzahl auf 13,2 Millionen gerechnet.
| Jahr | Einwohnerzahl |
| ---- | ------------- |
| 1950 | 392.000       |
| 1960 | 519.000       |
| 1970 | 729.000       |
| 1980 | 1.175.000     |
| 1990 | 1.791.000     |
| 2000 | 2.377.000     |
| 2010 | 3.126.000     |
| 2017 | 4.216.000     |

## Verwaltungsstruktur
Addis Abeba wird in 10 Sub Cities (Stadtteile bzw. Stadtbezirke, amharisch ክፍለ ከተማ kǝflä kätäma) und 99 Kebeles aufgeteilt. Die Sub Cities haben eigene Verwaltungsstrukturen; ihnen untergeordnet bilden die Kebeles die kleinste Verwaltungseinheit der Stadt.

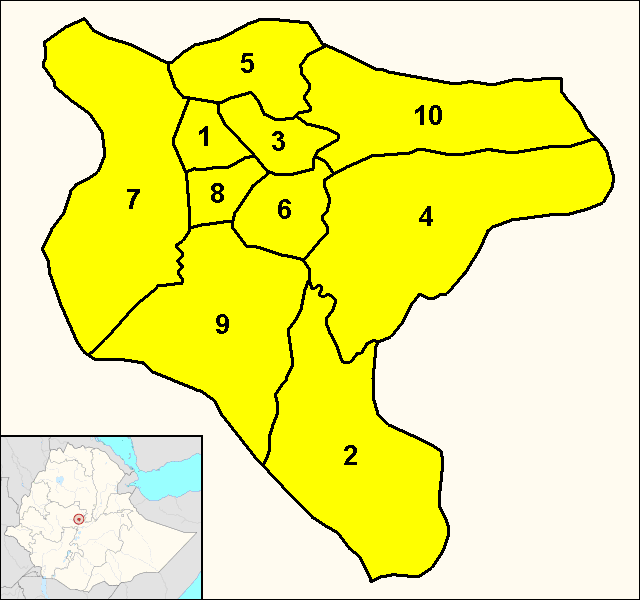
Karte der Sub Cities

| Nr | Sub City                                      | Fläche (km²) | Bevölk. | Dichte   | Karte |
| -- | --------------------------------------------- | ------------ | ------- | -------- | ----- |
| 1  | Addis Ketema አዲስ ከተማ Addis Kätäma             | 7,41         | 271.644 | 36.659,1 |       |
| 2  | Akaki-Kaliti አቃቂ ቃሊቲ Aqaqi Qaliti             | 118,08       | 195.273 | 1.653,7  |       |
| 3  | Arada አራዳ Arada                               | 9,91         | 225.999 | 22.805,1 |       |
| 4  | Bole ቦሌ Bole                                  | 122,08       | 328.900 | 2.694,1  |       |
| 5  | Gullele ጉለሌ Gulläle                           | 30,18        | 284.865 | 9.438,9  |       |
| 6  | Kirkos ቂርቆስ Qirqos                            | 14,62        | 235.441 | 16.104,0 |       |
| 7  | Kolfe-Keranio ኮልፌ ቀራንዮ Kolfe Qäranyo          | 61,25        | 546.219 | 8.917,9  |       |
| 8  | Lideta ልደታ Lǝdäta                             | 9,18         | 214.769 | 23.395,3 |       |
| 9  | Nefas Silk-Lafto ንፋስ ስልክ ላፍቶ Nǝfas Sǝlk Lafto | 68,30        | 335.740 | 4.915,7  |       |
| 10 | Yeka የካ Yäka                                  | 85,98        | 368.418 | 4.284,9  |       |

## Stadtbild

### Modernität
Addis Abeba ist heute nicht nur politische Hauptstadt, sondern auch das wirtschaftliche und soziale Zentrum Äthiopiens. Breite Boulevards durchziehen die Stadt, mehrstöckige Gebäude finden sich neben traditionellen ein- oder zweistöckigen Häusern, offenen Plätzen und Waldgebieten, die vornehmlich mit Eukalyptusbäumen bewachsen sind. Aufgrund der hohen Lage ist das Klima in Addis Abeba mild. Addis Abeba verfügt über eine Universität, die 1950 gegründet wurde, über Kunst- und Musikschulen sowie einige Forschungseinrichtungen. Seit den 1950er Jahren wird die Stadt als inoffizielle Hauptstadt Afrikas angesehen und wurde nicht zuletzt deswegen 1958 Sitz der Wirtschaftskommission der Vereinten Nationen für Afrika (United Nations Economic Commission for Africa, UN/ECA) und 1963 Sitz der Organisation für Afrikanische Einheit (OAU, seit 2002 Afrikanische Union, AU). In Addis Abeba befinden sich zudem über 90 Konsulate.
Im Jahr 2024 ließ der äthiopische Ministerpräsident Abiy Ahmed unter dem Namen Chaka Project den Bau eines neuen Präsidentenpalastes mitsamt eigener Satellitenstadt (ein insgesamt 500 Hektar großes Areal, „größer als Windsor, das Weiße Haus, der Kreml und die Verbotene Stadt zusammen“) für angeblich zehn Milliarden US-Dollar in Addis Abeba beginnen.
Als Weltstadt bietet Addis Abeba eine große Auswahl von Hotels, von internationalen Luxushotels bis zu günstigen Angeboten.

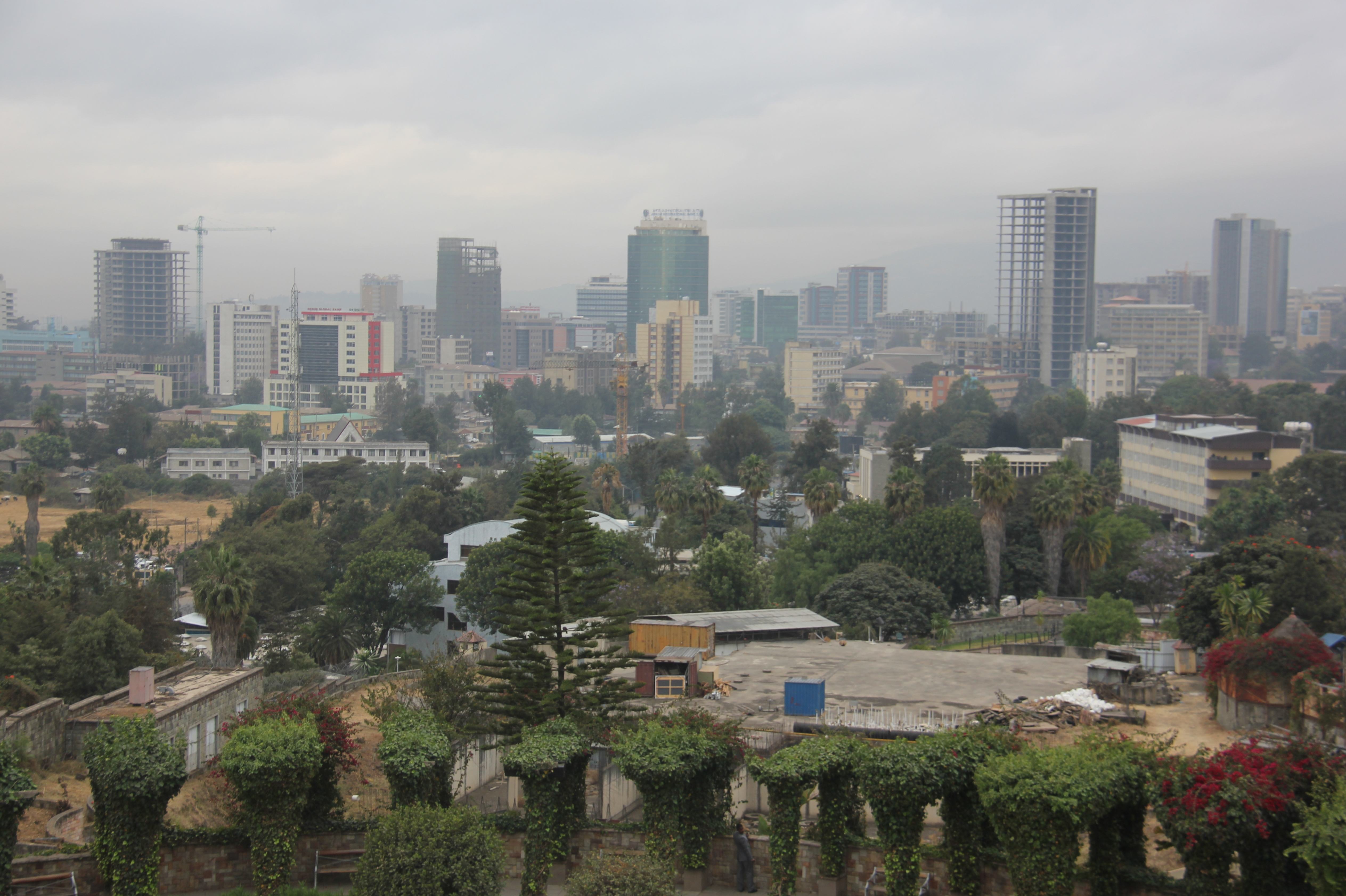
Addis Abeba (2015)
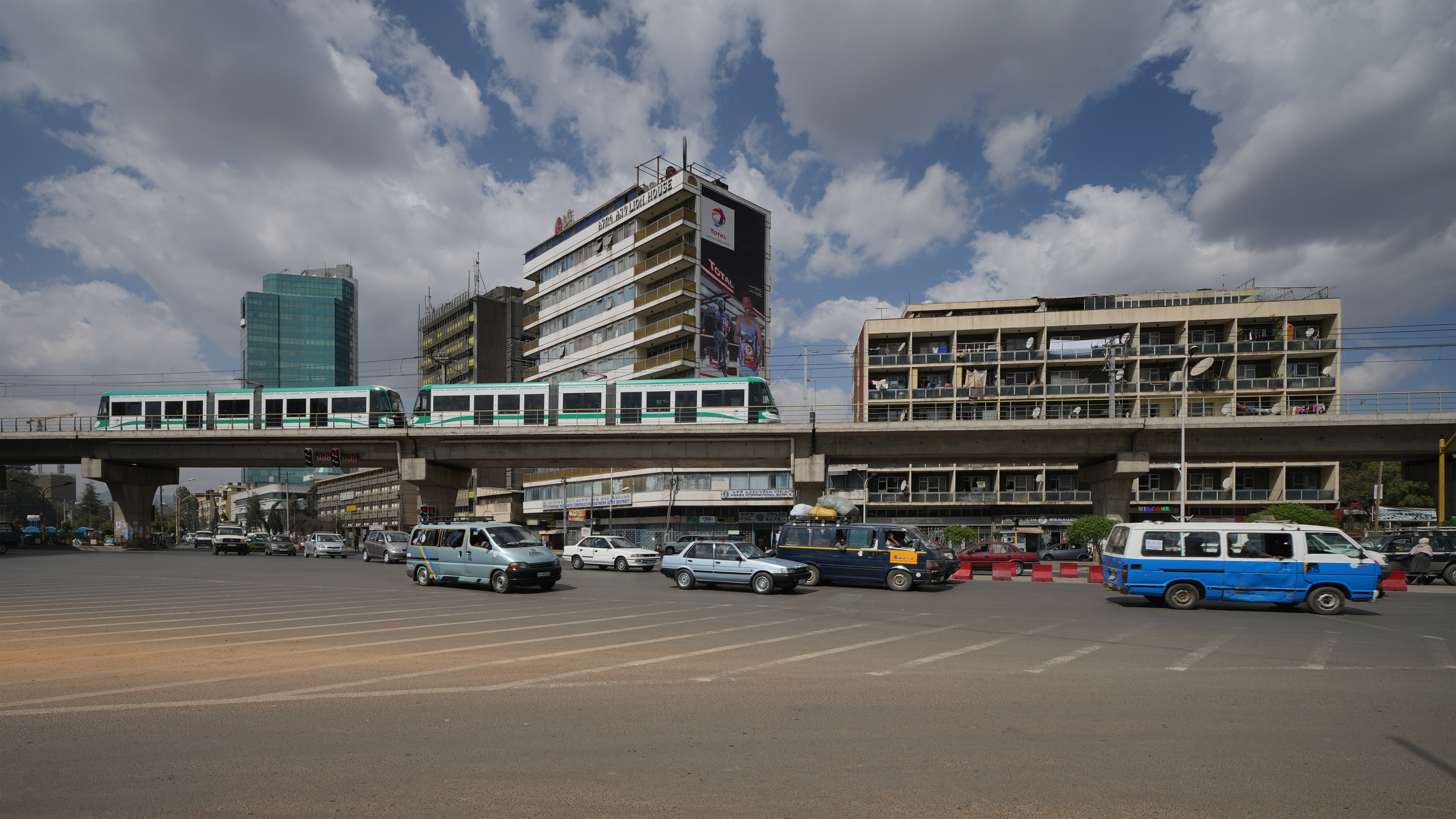
Meskel Square (2018)
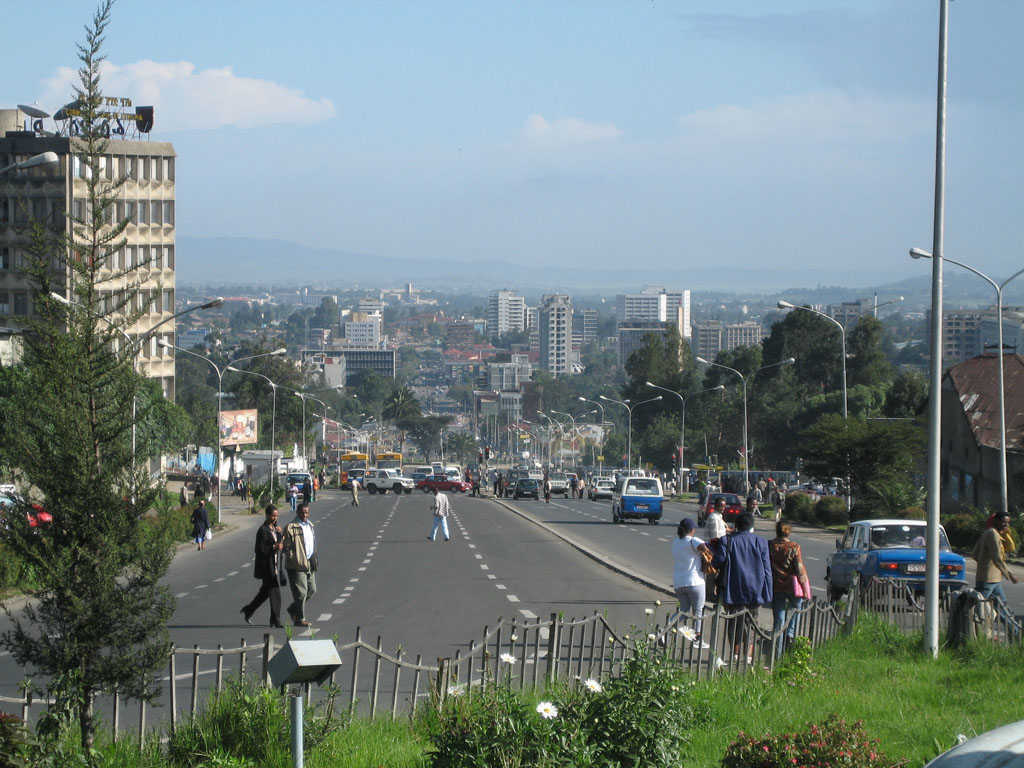
Churchill Road (2005)
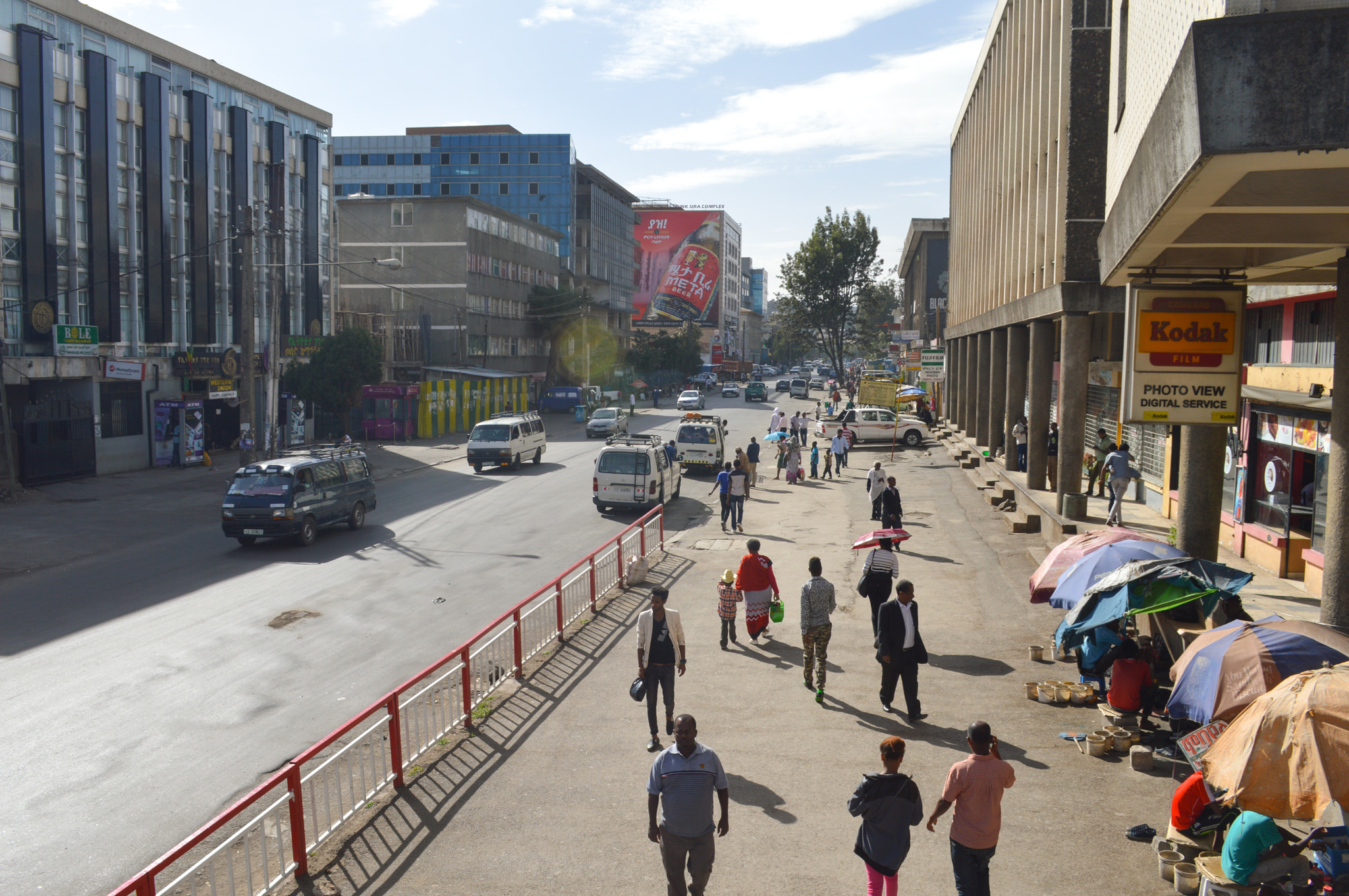
Adwa Street (2016)
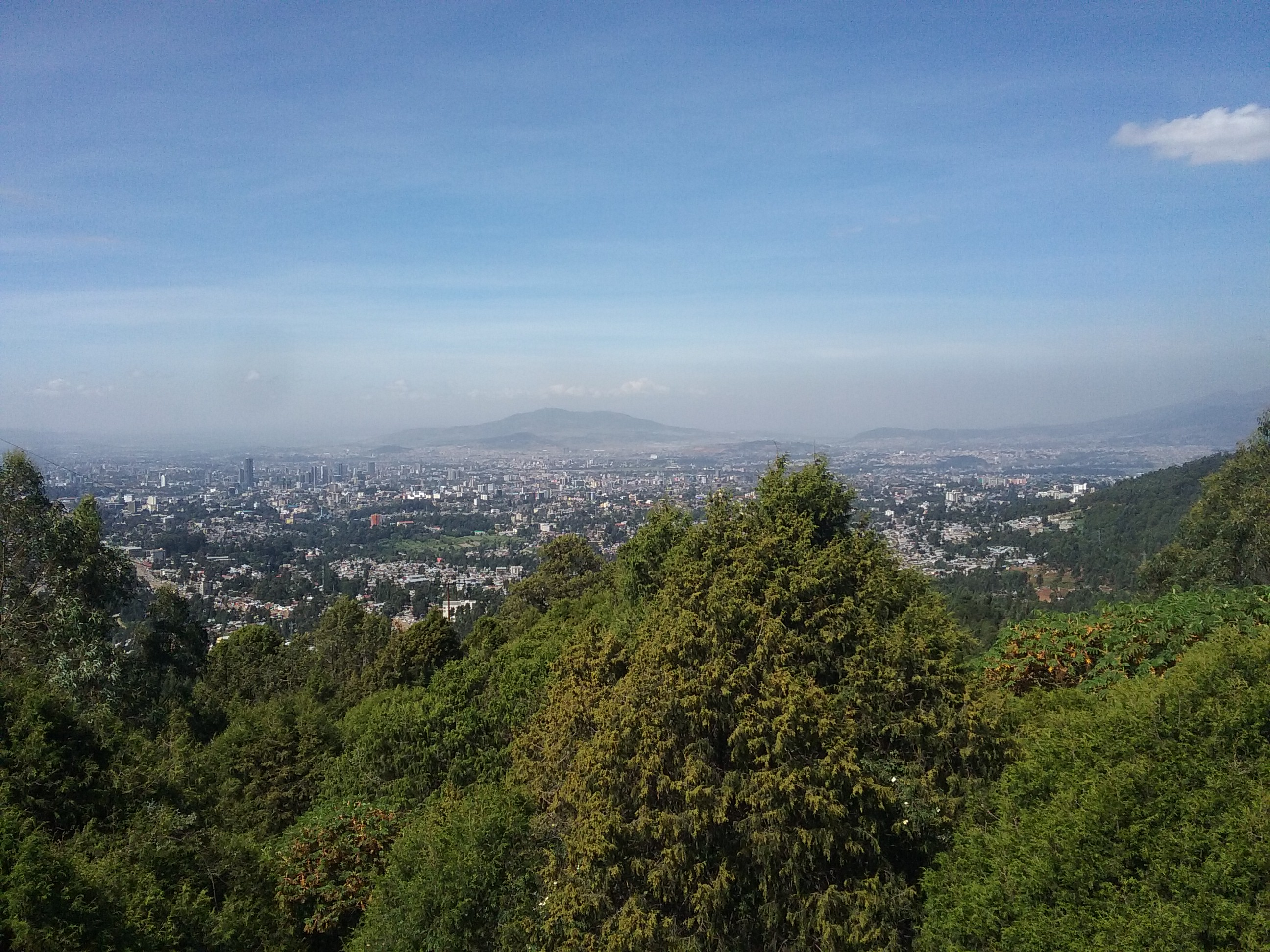
Addis Abeba vom Entoto (2020)
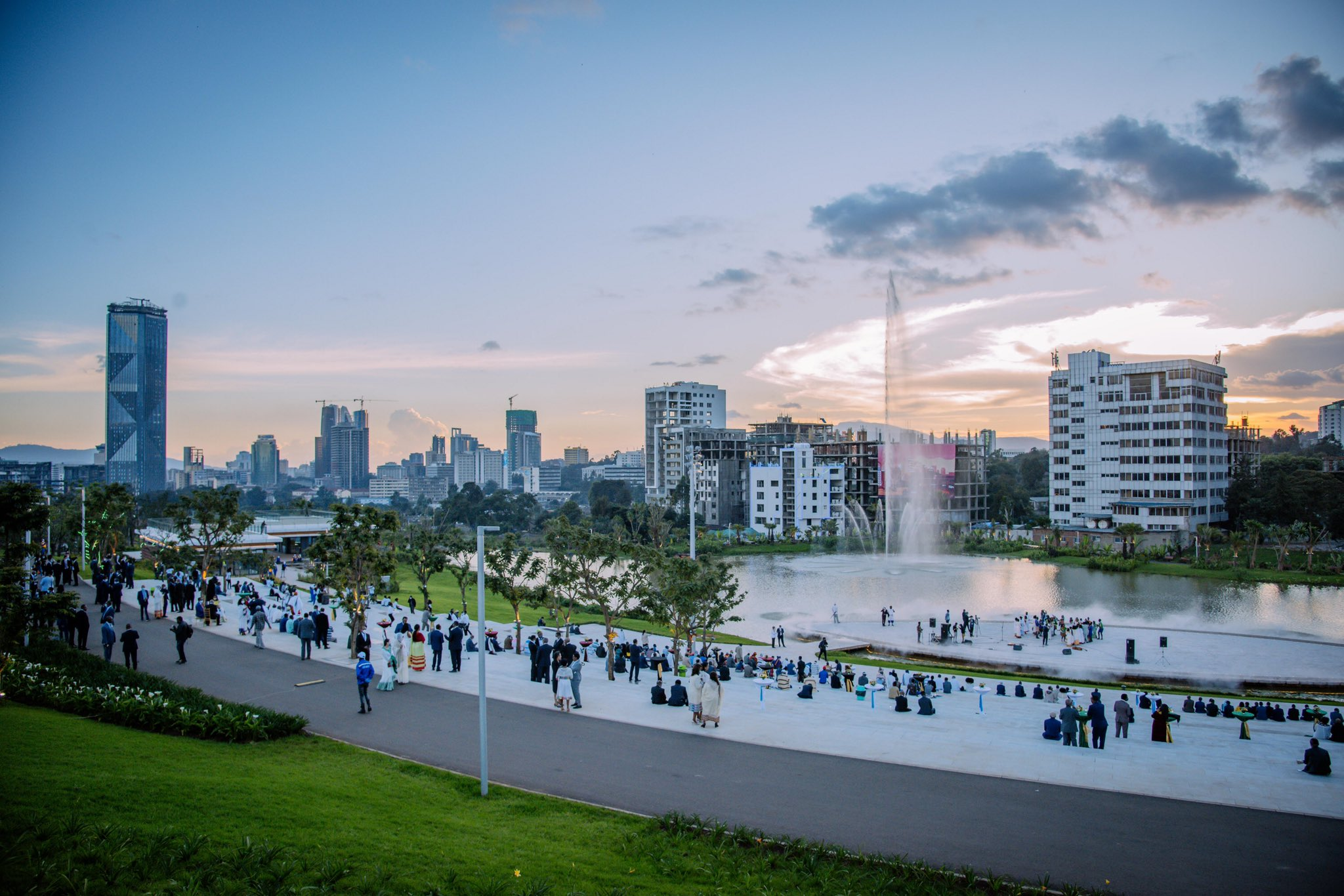
Addis Abeba vom Sheger Park (2020)

### Armut
Abseits der Geschäftsviertel ist die Armut in Addis Abeba sehr präsent. Wurde die Stadt in den 1950er Jahren noch mit Vororten europäischer Großstädte verglichen, die weiträumig und voller Gärten und Bungalows waren, so änderte sich dieses Bild seit den 1960er Jahren. Die Stadt begann rasant zu wachsen, und die Versorgung mit Wasser und Elektrizität hielt nicht Schritt. Viele Bewohner Addis Abebas haben keinen Zugang zu sauberem Trinkwasser und die Mehrzahl der Haushalte verfügt über keinen privaten Wasseranschluss, sodass sie auf öffentliche Wasserverteilstellen, öffentliche Brunnen oder auf Flüsse, die durch die Stadt fließen, angewiesen sind. 2020 verfügten nur 8,9 % der Gesamtbevölkerung über Zugang zu Sanitäranlagen, sodass viele Bewohner oftmals einige hundert Meter entfernte öffentliche Latrinen benutzen müssen. Die Kanalisation ist für die Größe der Stadt unzureichend ausgebaut und viele Wasserstellen, insbesondere an Flüssen in der Stadt, sind durch Industrieabfälle und Fäkalien verschmutzt. Die Folgen von dem unzureichenden Zugang zu sauberem Trinkwasser und sicheren sanitären Anlagen ist für eine Vielzahl von auftretenden Krankheiten verantwortlich und führt zu einer hohen Säuglingssterblichkeit.
Auf den Straßen befinden sich viele bettelnde und infolge des Bürgerkrieges verstümmelte Menschen. Kranke können es sich oft nicht leisten, einen Arzt aufzusuchen. Trotz der Armut gilt die Stadt als verhältnismäßig sicher. Es gibt nur wenig schwere Kriminalität; Taschendiebstahl gehört zu den häufigsten Delikten.
Als Abfall fallen nur etwa 0,15 kg pro Tag und Einwohner an, da vieles wiederverwertet wird und Ziegen und andere Tiere viele der organischen Abfälle fressen. Seit über 50 Jahren betreibt die Stadt die Müllkippe Koshe („Schmutz“) als Hauptentsorgungsort. Am 11. März 2017 rutschte ein Teil des Müllbergs ab und verschüttete Dutzende Hütten am Fuß der Halde und im angrenzenden Armenviertel. Mit Baggern wurde nach Verschütteten – überwiegend Menschen, die im Müll nach Verwertbarem suchten – gegraben, nach zwei Tagen wurden „mindestens 65 Tote“ bilanziert, nach sechs Tagen 113. Die Stadtverwaltung errichtet bereits eine neue Müllhalde, die jedoch noch nicht in Betrieb ist. Die Halde Koshe war schon einige Zeit geschlossen, wurde jedoch wieder eröffnet, da sich Bauern gegen eine andere geplante Halde wehren.
Eine Kanalisation gibt es nur für 200.000 der etwa drei Millionen Einwohner. Diese wurde noch von den italienischen Besatzern gebaut. Mit Unterstützung der Deutschen Gesellschaft für Technische Zusammenarbeit (GTZ) wurden vier zentrale Stadtgebiete entwickelt, außerdem förderte die GTZ den Wohnungsbau sowie die Ausbildung der dafür erforderlichen Handwerker.
Laut Vereinten Nationen war die Armutsquote in Addis Abeba zwischen 2016 und 2022 von 18 Prozent auf rund ein Viertel der Bevölkerung gestiegen.

### Umweltbelastung
Wie auch in vielen anderen Größstädten in afrikanischen Ländern, gibt es in Addis Abeba viele Autos älteren Baujahrs mit veralteter Technologie, deren Abgase die Luft stark belasten. Teilweise werden PKW und LKW jahrzehntelang genutzt. Industrielle Betriebe sorgen ebenfalls für starke Emissionen, die die Gesundheit der Einwohner gefährden. In vielen Haushalten wird mit Holz gekocht und geheizt, wodurch ebenfalls verstärkt Emissionen in die Luft gelangen.

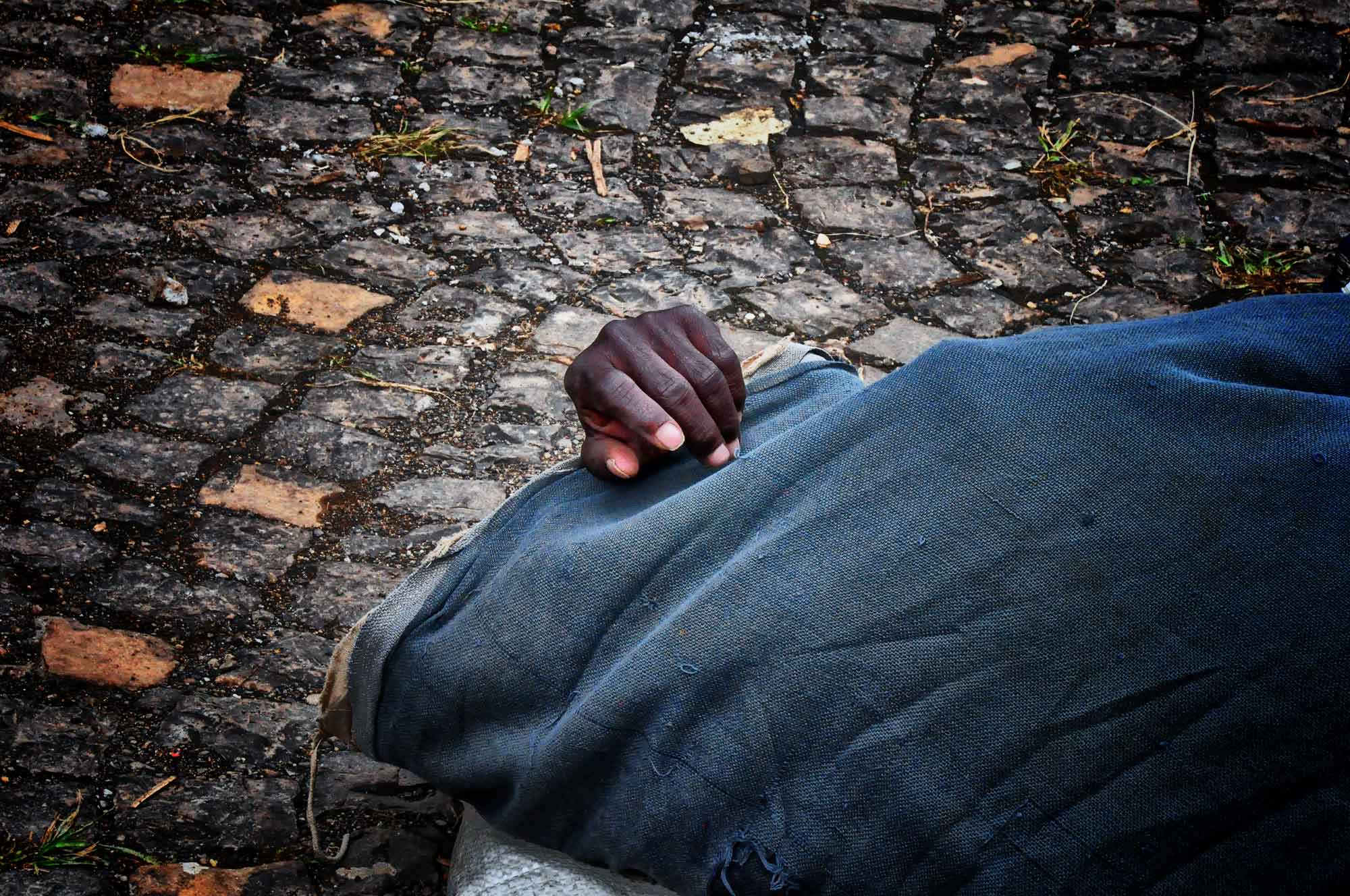
Street sleepers
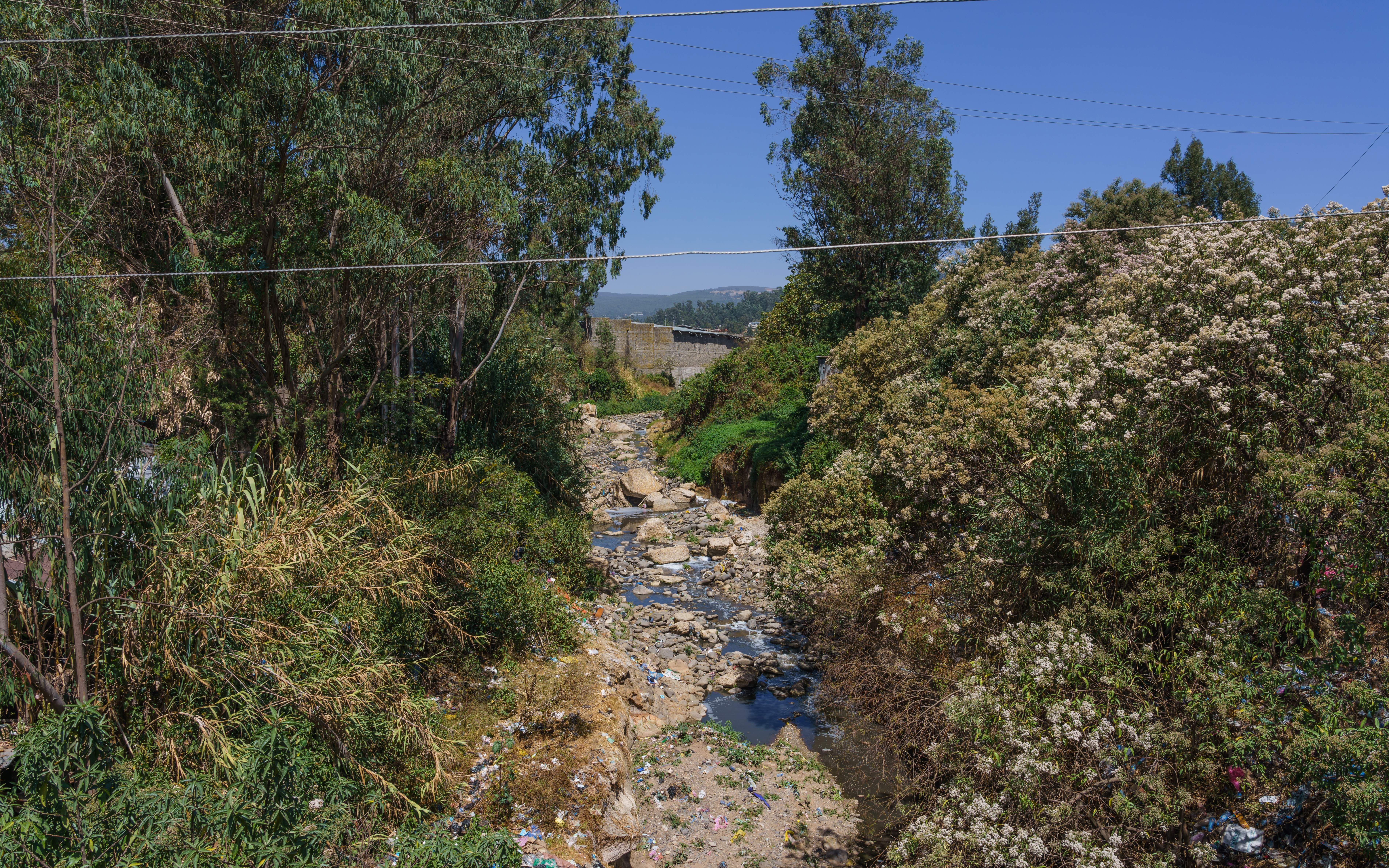
Als Müllhalde genutzter Fluss

## Sehenswürdigkeiten

### Mercato
Der größte Markt von Addis Abeba ist der Mercato im Stadtbezirk Addis Ketema. Der Name des Marktes stammt noch aus der Zeit der italienischen Besatzungsherrschaft (1936 bis 1941). Den Kunden wird eine große Auswahl von Produkten aller Art angeboten. Der Mercato, offiziell Addis Mercato („Neuer Markt“), ist der größte Freiluftmarktplatz in Afrika und bietet geschätzten 13.000 Menschen Arbeit. Der Markt ist nach Produkttypen eingeteilt, d. h. Läden, die Lebensmittel, Haushaltswaren, Textilien, Elektronikartikel u. a. verkaufen, sind jeweils in einem eigenen Bereich angeordnet. Neben Produkten für den Alltagsgebrauch werden auch Produkte des regionalen Kunsthandwerks und Antiquitäten für Touristen verkauft. Sonntags ist der Markt geschlossen.
In der Nähe des Marktes befinden sich die sehenswerte al-Anwar-Moschee und die Kathedrale der Heiligen Familie.

### Universität
In Addis befindet sich das großzügige Gebäude der Universität von Addis Abeba, das zuvor Kaiser Haile Selassie I. als Palast diente. Hier befinden sich das Institut für äthiopische Studien und das Ethnologische Museum sowie eine Ausstellung historischer äthiopischer Kunstwerke.

### Menelik-Mausoleum
Das Menelik-Mausoleum befindet sich in der alten Baata-Kirche. Es dient als Gruft für Kaiser, Prinzen und Märtyrer. Erbaut wurde es als letzte Ruhestätte für Kaiser Menelik II. und beherbergt daneben die sterblichen Überreste weiterer Familienmitglieder.

### Georgskathedrale
Die St.-Georgs-Kathedrale befindet sich am nördlichen Ende der Churchill Road. Sie wurde 1896 in der traditionellen achteckigen Form auf Befehl von Kaiser Menelik II. erbaut, um an seinen Sieg bei Adwa gegen die Italiener zu erinnern. Der Architekt war Sebastian Castagna. Errichtet wurde die Kathedrale durch die im Kampf bei Adwa besiegten und schließlich gefangengenommenen Italiener. Sie ist dem Nationalheiligen von Äthiopien gewidmet. Die italienischen Faschisten brandschatzten die Kathedrale während des Krieges im Jahr 1937. Allerdings wurde das Gebäude nach der Befreiung bereits 1941 wieder in Stand gesetzt. Das Museum der Kirche beherbergt eine große Sammlung von religiösen Gemälden, Kreuzen, historischen Büchern, Pergamenten und Handwerksarbeiten. Ferner enthält sie eine Sammlung moderner Kunstwerke des berühmten äthiopischen Künstlers Afewerk Tekle.

### Dreifaltigkeitskathedrale
Die Mänbärä-Tsäba'ot-Aga'ïstä-Aläm-Qïddus-Sïllase-Kathedrale (መንበረ ጸባዖት አጋዕሥተ ዓለም ቅዱስ ሥላሴ) wurde 1941 nach einem europäischen Entwurf erbaut und soll an die Befreiung von der Besetzung durch Italien (1936–1941) erinnern. In der Krypta befindet sich die Gruft des Kaisers Haile Selassie I.

### Yekatit-12-Denkmal
An das Pogrom von Addis Abeba 1937 erinnert das Yekatit-12-Denkmal im Kreisverkehr Siddistkilo in der Nähe der Universität.

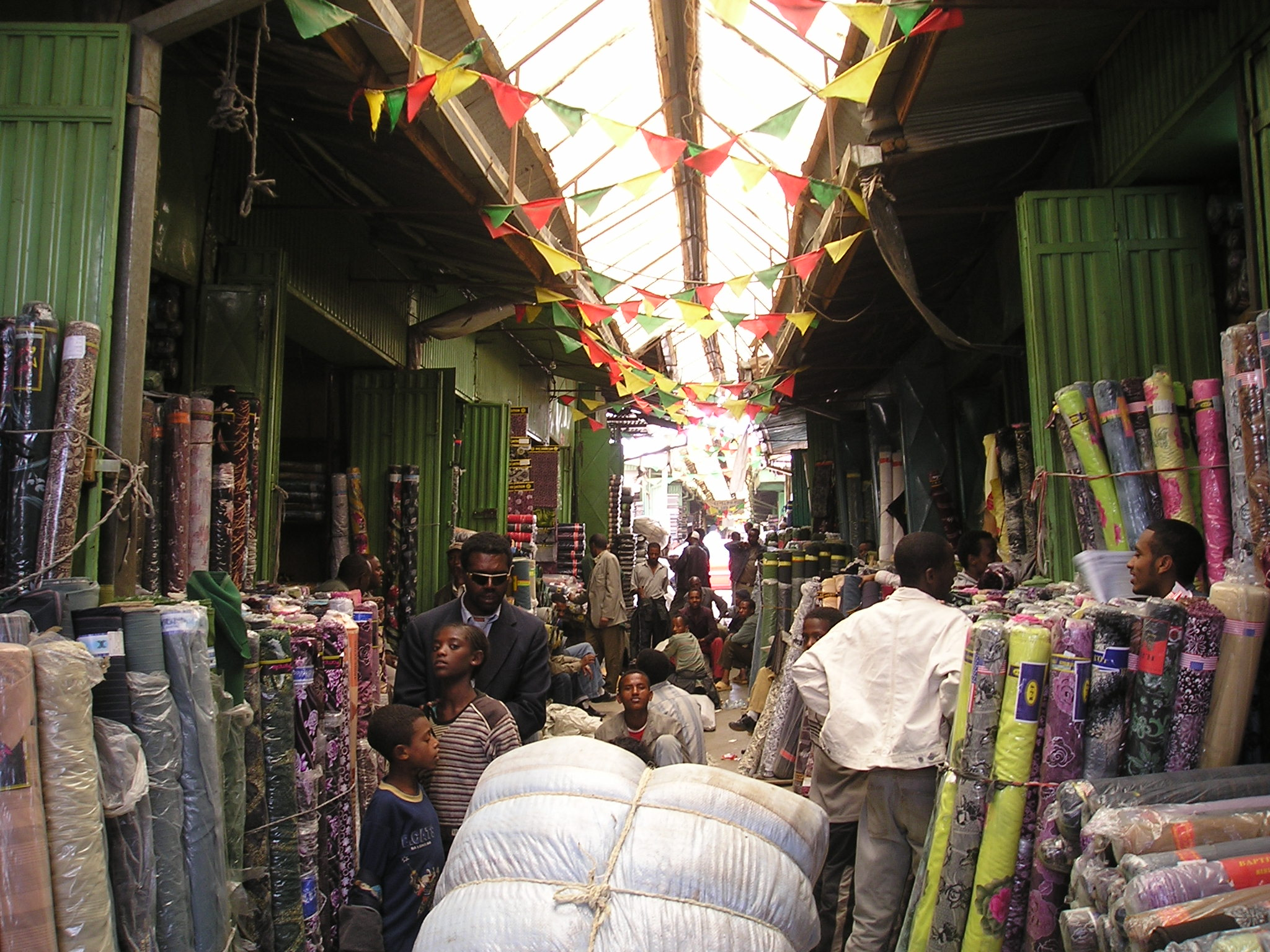
Stoffmarkt auf dem Mercato (2008)
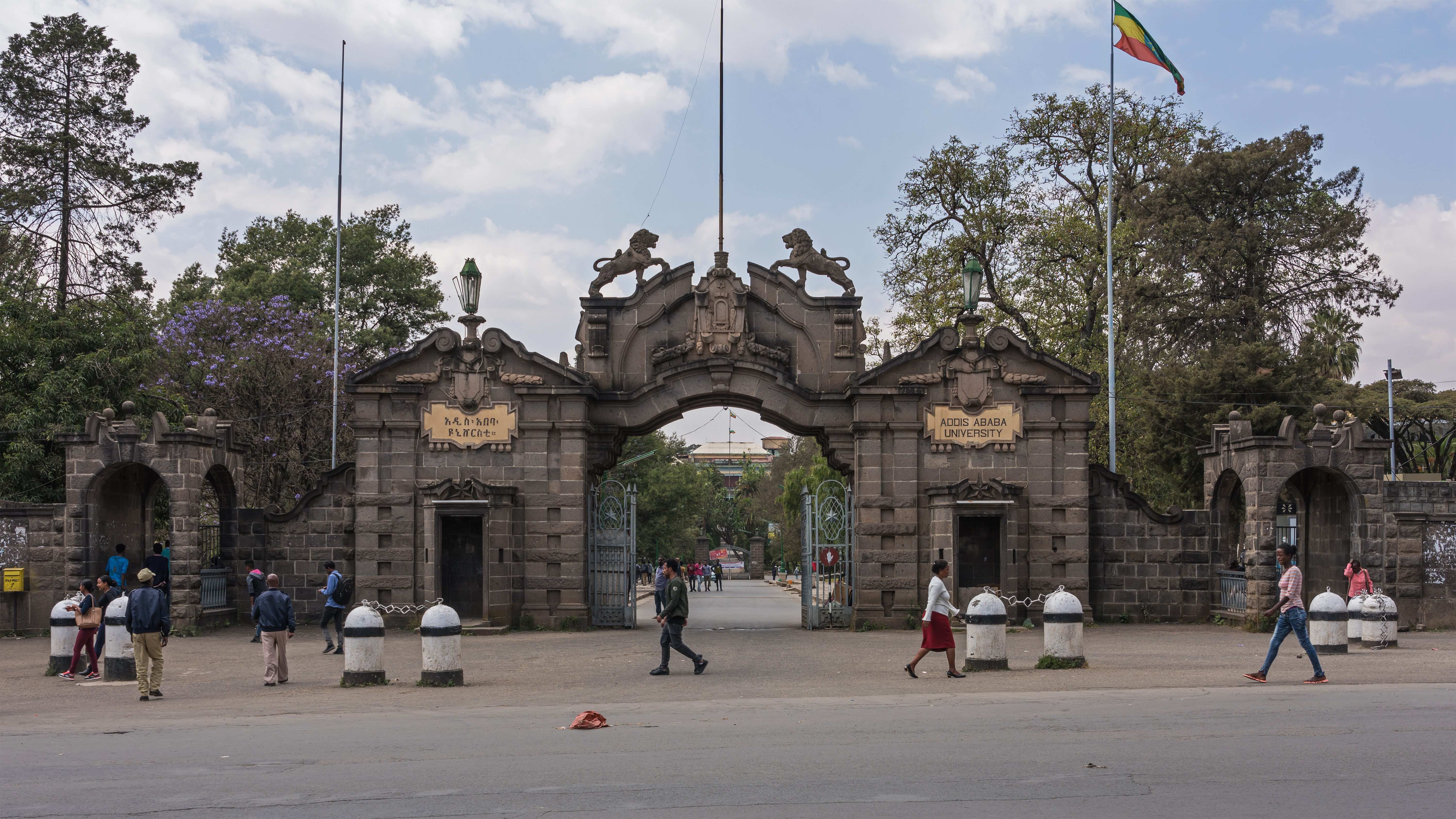
Universität Addis Abeba
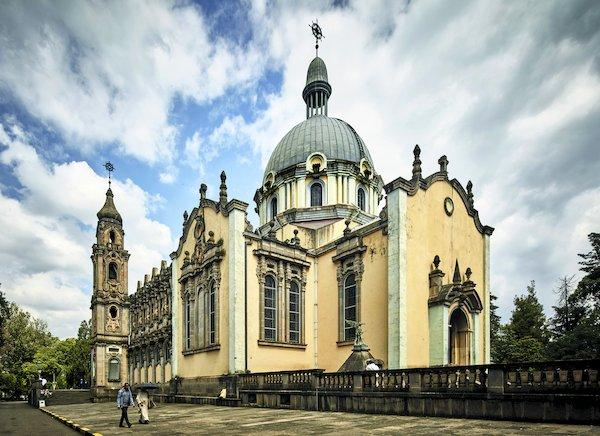
Dreifaltigkeitskathedrale
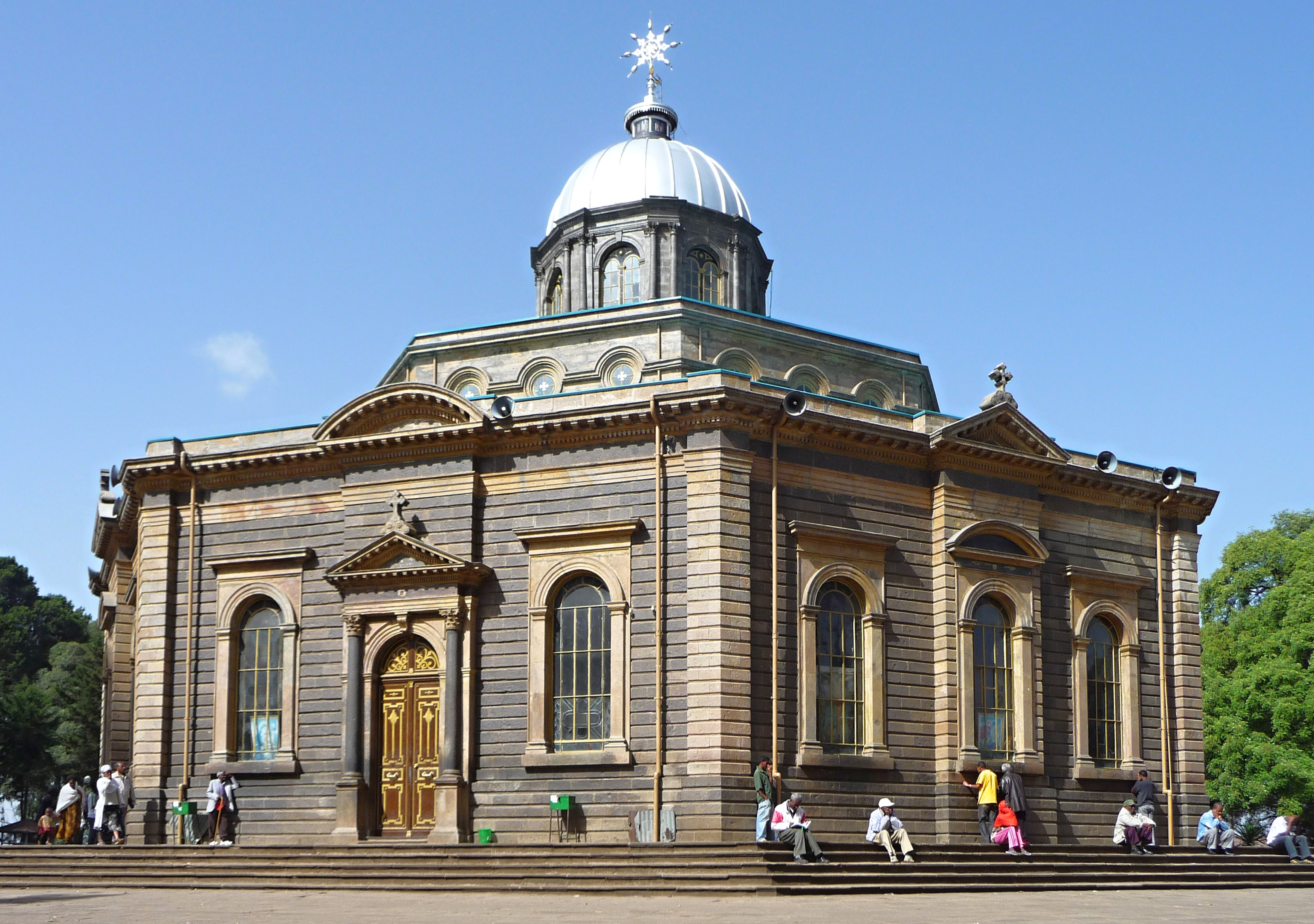
Georgskathedrale
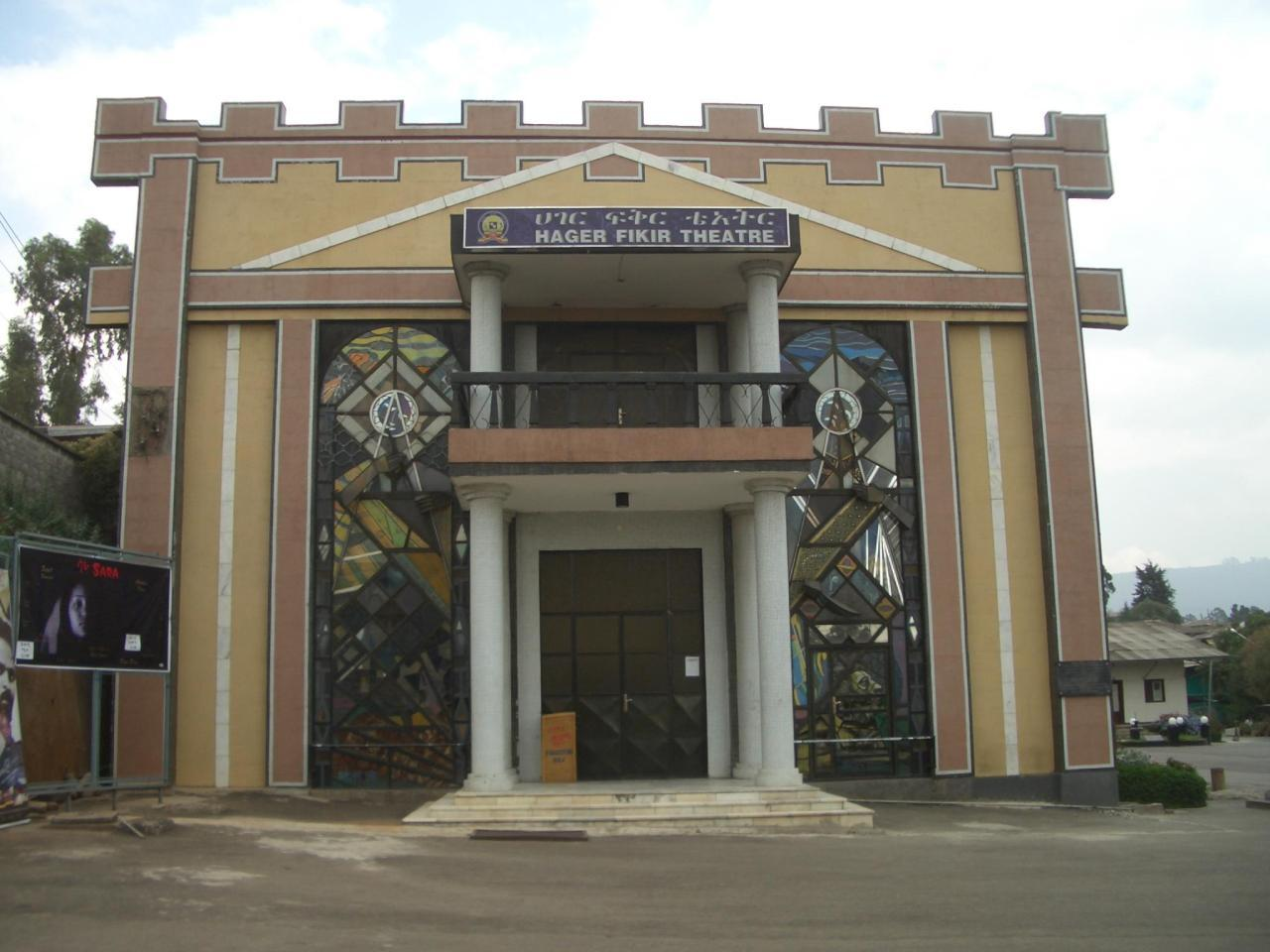
Hager-Fikir-Theater Addis Abeba (2006)
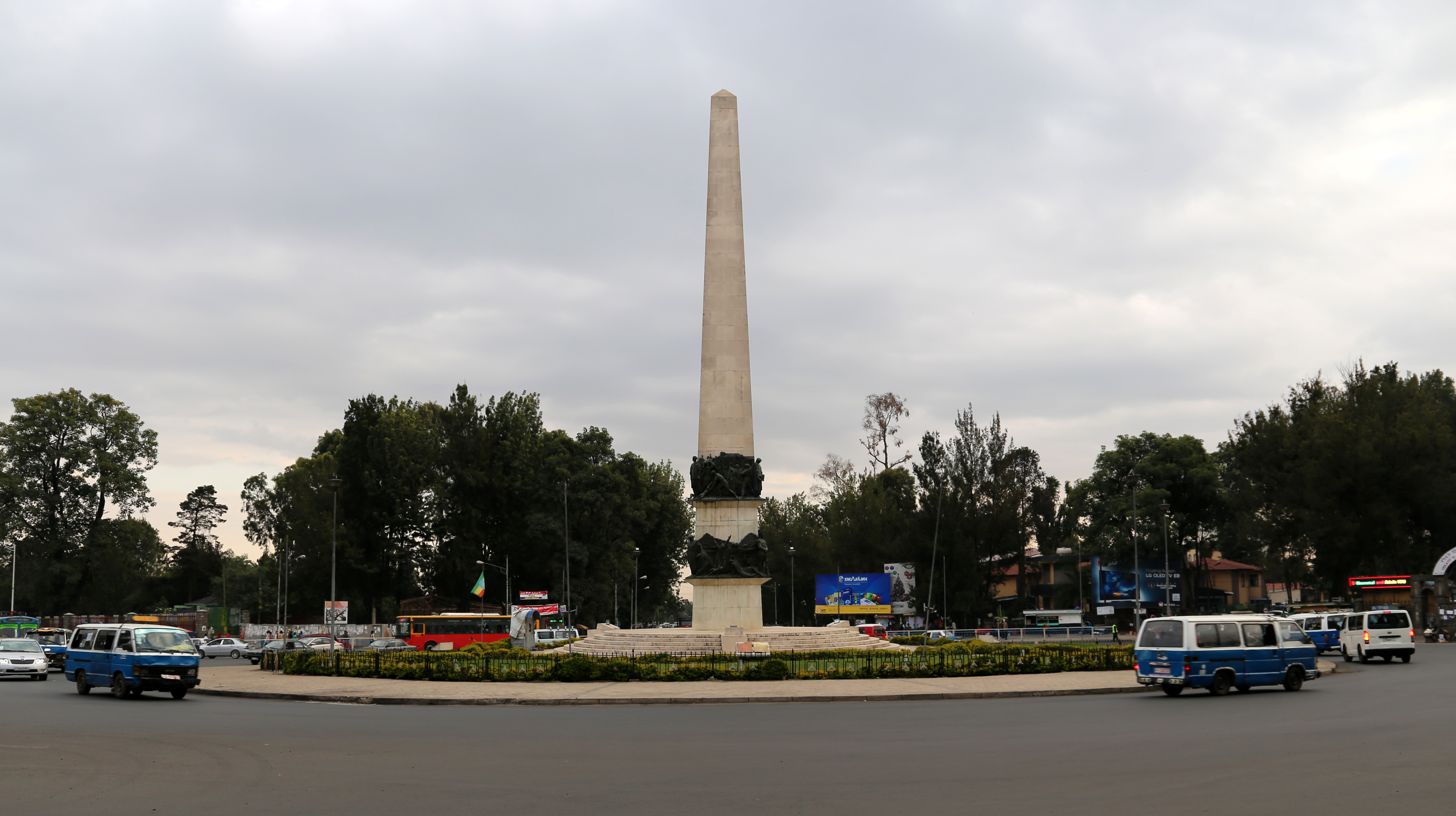
Yekatit-12-Denkmal
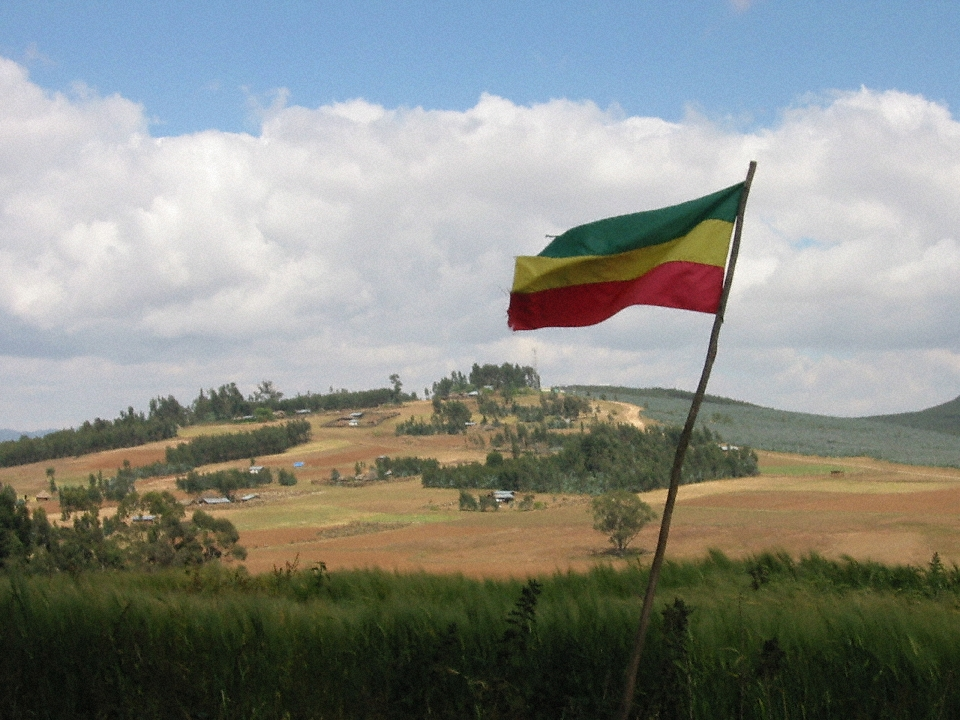
Berg Entoto

### Africa Hall
Dieses Prachtgebäude gegenüber dem ehemaligen „neuen Kaiserpalast“ war lange Jahre der Sitz der Organisation für Afrikanische Einheit, die dort 1963 gegründet wurde. Kulturell interessant ist dort die gigantische Glasmalerei (ein Triptychon aus drei Fenstern mit insgesamt 150 m²) des äthiopischen „Nationalmalers“ Afewerk Tekle, welches „Afrikas Vergangenheit, Gegenwart und Zukunft“ symbolisiert (geschaffen 1958).

### Entoto
Addis Abeba liegt am Fuße des Berges Entoto. Vom 3000 Meter hohen Plateau hat man einen Panoramablick über die gesamte Stadt. Die auf dem Berg gelegene Marienkirche (entoto maryam, erbaut 1885) überblickt die gesamte Stadt und das Umland. Das Entoto-Museum beherbergt eine historische Ausstellung.

### Hager-Fikir-Theater
Das älteste indigene Theater der Stadt, gegründet 1935, liegt im historischen Piassa-Viertel von Addis Abeba. In den vergangenen Jahrzehnten begannen hier etliche Sänger, Schauspieler und Tänzer ihre Karriere. Einigen von ihnen, zum Beispiel Aster Aweke, gelang später auch ein internationaler Durchbruch. Der Haupteingang des Hager-Fikir-Theaters ist seit 2002 mit einer Glasfassade des Künstlers Sium Ajano geschmückt.

### „Red Terror“ Martyrs’ Memorial Museum
Das „Red Terror“ Martyrs’ Memorial Museum in Addis Abeba ist eine im Jahr 2010 eingerichtete Gedenkstätte für die Opfer des marxistischen Derg-Regimes.

## Wirtschaft
Im Zentrum der historischen Provinz Shewa liegt Addis Abeba im Herzen Äthiopiens und verfügt über gute Verkehrsanbindungen mit allen Teilen des Landes. Es gibt hier einen internationalen Flughafen sowie seit 1917 eine Eisenbahnverbindung nach Dschibuti. Ein ausgedehntes Fernstraßennetz, zum Teil bei jeder Witterung befahrbar, verbindet Addis Abeba sternförmig mit fast allen anderen Städten Äthiopiens. Außerdem gibt es Straßenverbindungen mit Kenia (über den Grenzübergang Moyale), Dschibuti (über den Grenzübergang Galifi), Sudan (über den Grenzübergang Metema), Südsudan, Somaliland, Somalia und Eritrea. Die Grenzübergänge zu Eritrea waren vom 18. Mai 1998 bis September 2018 geschlossen. Aufgrund des Bürgerkriegs in Äthiopien ab 2020 wurden sie allerdings erneut geschlossen.
Im Großraum Addis Abeba konzentriert sich die Industrie des Landes. Diese bedient vor allem den heimischen Markt und konzentriert sich auf Nahrungs- und Genussmittelindustrie, Textilindustrie, Baustoffe, Metallverarbeitung und Chemieprodukte. In Addis Abeba war der Hauptsitz des äthiopischen Automobilherstellers Holland Car, welcher 2005 dort als Joint-Venture zwischen einem niederländischen Unternehmen und einem Äthiopier gegründet wurde und 2013 in Konkurs ging.

## Verkehr
Eine Vielzahl internationaler Fluggesellschaften fliegt mehrmals wöchentlich den Flughafen Addis Abeba an. Innerhalb Äthiopiens bietet Ethiopian Airlines als einzige Fluggesellschaft von Addis Abeba Flüge zu 16 Städten an, z. T. mehrmals täglich.
Der öffentliche Nahverkehr wird durch Busse des Unternehmens Anbessa City Bus Service Enterprise organisiert und durch Taxis/Gemeinschaftstaxis, die einheitlich eine blau-weiße Farbe haben. Die Gemeinschaftstaxis sind in der Regel Minibusse, die mindestens zwölf Personen Platz bieten und entlang festgelegter Strecken fahren. Jeweils zwei Personen sind verantwortlich für ein Gemeinschaftstaxi, der Fahrer und ein sogenannter Weyala, der den Fahrpreis einsammelt und den Passanten auf der Straße das Ziel der Fahrt zuruft. Der Fernverkehr wird von den Busunternehmen Selam Bus Line Share Company, Sky Bus Transportation System und einer Reihe weiterer privater Firmen organisiert und betrieben. Es gibt Busverbindungen in die wichtigsten Städte Äthiopiens und nach Nairobi in Kenia.

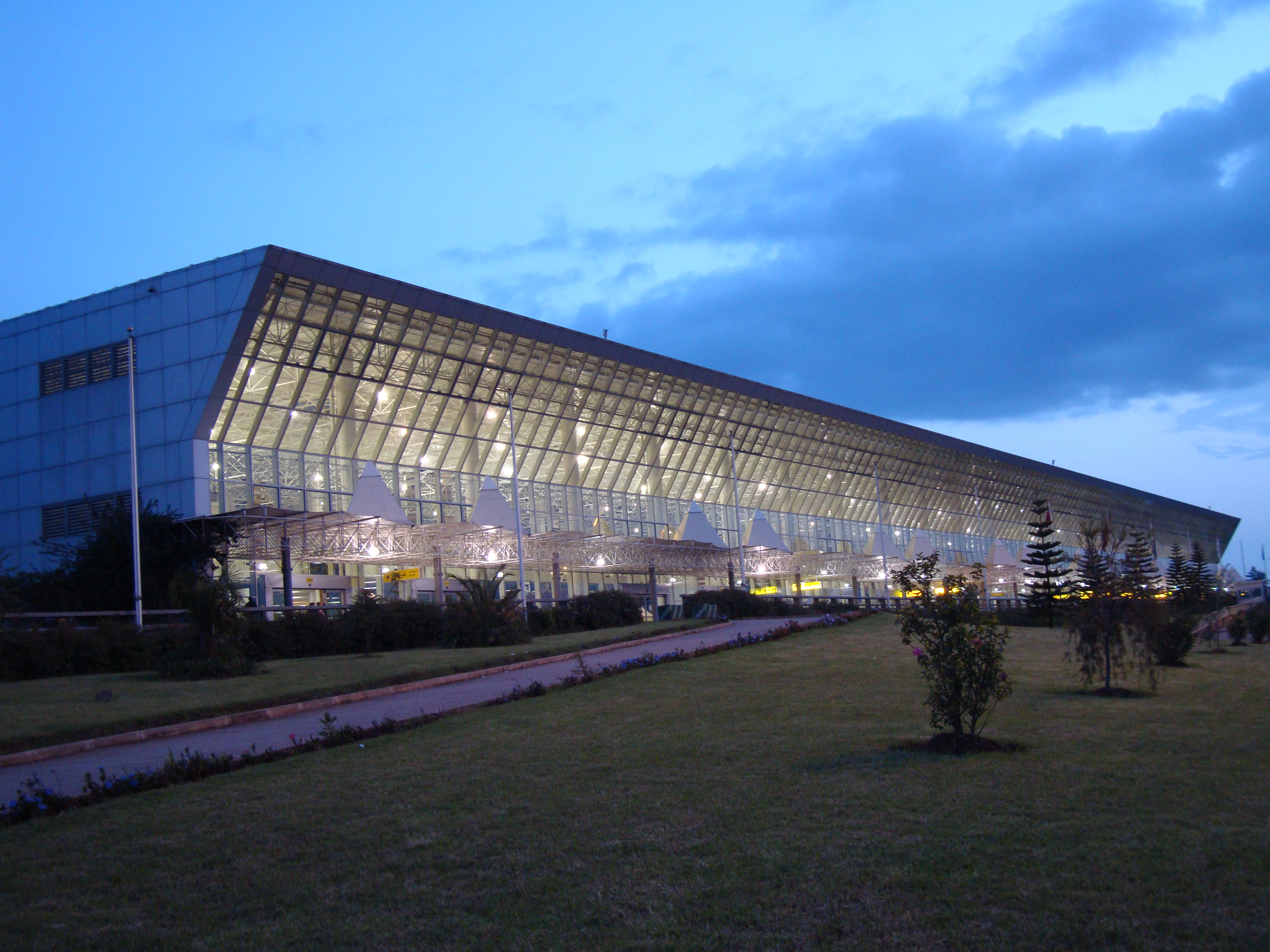
Addis Abeba Bole International Airport
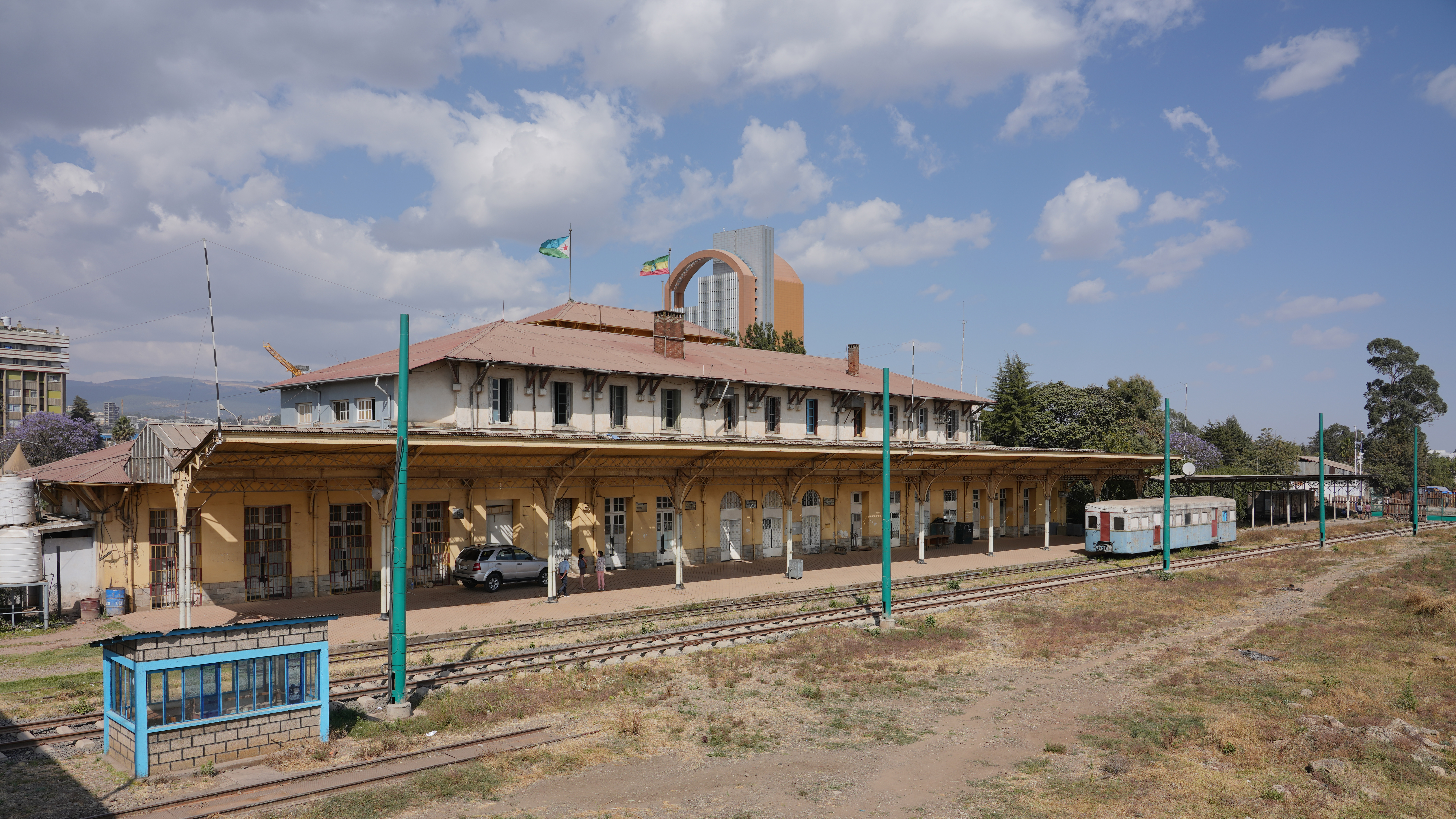
Alter Bahnhof Addis Abeba
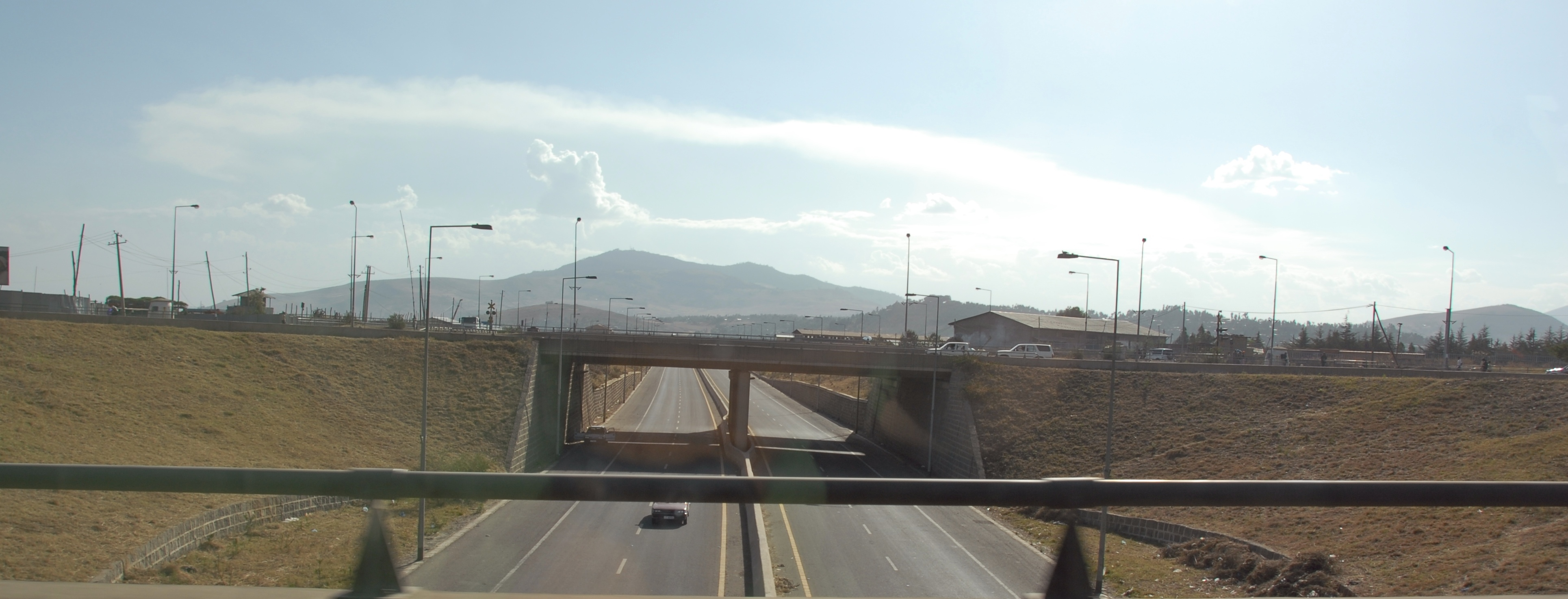
Ring Road
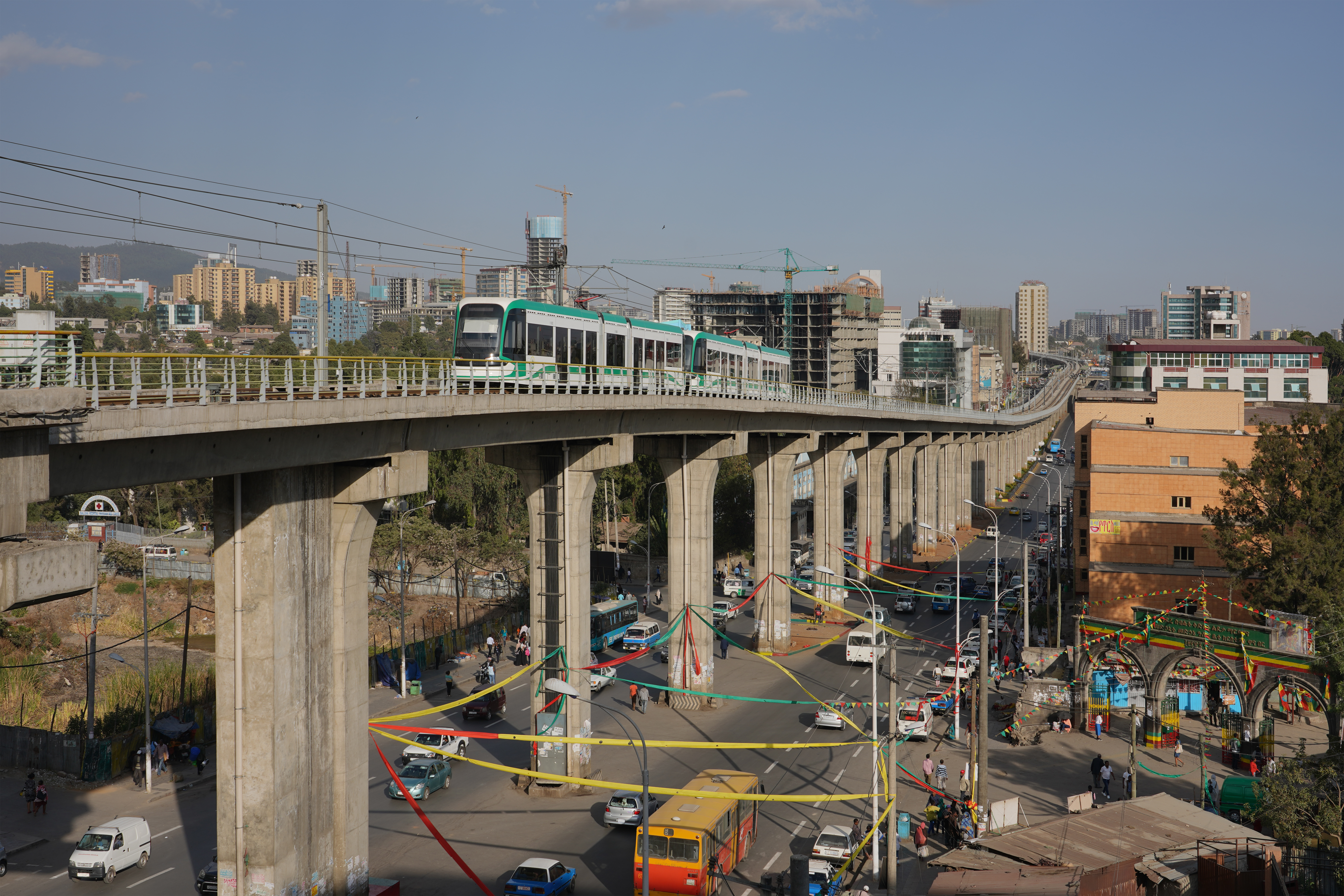
Stadtbahn im Bezirk Lideta

Der Bau der Addis Ababa Ring Road begann 1998, um den Stadtentwicklungsplan zu implementieren und die Stadtrandentwicklung voranzutreiben. Die Ring Road wurde in drei Hauptphasen erstellt, die alle fünf Haupttore Addis Abebas mit allen anderen Regionen des Landes (Jimma, Debre Zeit, Asmara, Gojjam und Ambo) verbinden sollten. Bei diesem Projekt war die China Road and Bridge Corporation (CRBC) Partner der Addis Ababa City Roads Authority (AACRA). Die Ring Road hat deutlich dazu beigetragen, den Stadt-Autoverkehr zu entflechten und zu erleichtern.
Die Hauptverkehrsstraßen in Addis Abeba sind überwiegend asphaltiert und in gutem Zustand. Teilweise kann der Kontrast zwischen Tradition und Moderne an der Nutzung der Straßen sowohl durch moderne Autos als auch gleichzeitig durch Eselskarren gesehen werden.
Eine Stadtbahn als Erste südlich der Sahara und auf Normalspur sowie mit 750 Volt Gleichstrom über Oberleitung begann ihren öffentlichen Betrieb auf einer ersten etwa 17 Kilometer langen Linie vom Zentrum in den industriellen Süden am 21. September 2015. Eine zweite Linie in Ost-West-Richtung mit kurzer gemeinsamer innerstädtischer Trasse über 16 Kilometer Länge wurde im November 2015 eröffnet.
Eine ebenfalls von China finanzierte Eisenbahnstrecke nach Dschibuti, die im Gegensatz zur bis dahin bis in die Innenstadt verkehrenden schmalspurigen Bahnstrecke Dschibuti–Addis Abeba nunmehr die Stadt im Westen und Süden umgeht, folgte im Jahr 2016.

## Persönlichkeiten
- Wilhelm Reichert (1896–nach 1931), deutscher Ruderer
- Wilfred Thesiger (1910–2003), britischer Forscher und Entdecker
- Aklilu Habte-Wold (1912–1974), Politiker
- Tafari Benti (1921–1977), General und Politiker
- Dieter Wyss (1923–1994), deutscher Psychologe, Psychiater und Hochschullehrer
- Girma Wolde-Giorgis (1924–2018), Präsident von Äthiopien (2001–2013)
- Endelkachew Makonnen (1927–1974), Politiker, Premierminister von Äthiopien 1974
- Mikael Imru (1929–2008), Politiker, Ministerpräsident von Äthiopien
- Guremu Demboba (1934–2023), Radrennfahrer
- Mesfen Tesfaye (1935–unbekannt), Radrennfahrer
- Kifle Wodajo (1936–2004), Diplomat und Politiker
- Tilahun Gesesse (1940–2009), Sänger
- Asfa-Wossen Asserate (* 1948), äthiopisch-deutscher Unternehmensberater und Autor
- Hama Tuma (* 1949), Dichter und Schriftsteller
- Hubert Auriol (1952–2021), französischer Motocross- sowie Enduro-Rennfahrer, Rallyefahrer
- Renate Wagner-Wittula (* 1956), österreichische Sachbuchautorin zu Kulinarik und Tourismus
- Ermias Sahle-Selassie (* 1960), Präsident des äthiopischen Kron-Konzils und Enkel des Kaisers Haile Selassie
- Tilahun Alemayehu (* 1962), Radrennfahrer
- Dennenesch Zoudé (* 1966), deutsche Fernseh- und Filmschauspielerin
- Petros Berga (* 1967), römisch-katholischer Geistlicher
- Girma Yifrashewa (* 1967), Komponist und Pianist
- Elias Sime (* 1968), bildender Künstler und Bildhauer
- Julie Mehretu (* 1970), Künstlerin
- Bethlehem Alemu (* 1978), Unternehmerin
- Liya Kebede (* 1978), Model und UN-Sonderbotschafterin
- Dinaw Mengestu (* 1978), Schriftsteller
- Gedion Timotheos (* 1978), Rechtswissenschaftler und Politiker
- Million Wolde (* 1979), Langstreckenläufer und Olympiasieger
- Benjamin Kibebe (* 1981), schwedischer Fußballspieler
- Eyerusalem Kuma (* 1981), Langstreckenläuferin
- Elvan Abeylegesse (* 1982), äthiopisch-türkische Leichtathletin
- Ruth Negga (* 1982), äthiopisch-irische Schauspielerin
- Bezunesh Bekele (* 1983), Langstreckenläuferin
- Meseret Defar (* 1983), Leichtathletin und Olympiasiegerin
- Yodit Tarikwa (* 1985), niederländische Schauspielerin
- Alemayehu Bezabeh (* 1986), spanischer Langstreckenläufer
- Sofia Assefa (* 1987), Hindernisläuferin
- Mekdes Bekele (* 1987), Hindernisläuferin
- Tadese Tola (* 1987), Langstreckenläufer
- Mimi Belete (* 1988), bahrainische Langstreckenläuferin
- Almensh Belete (* 1989), belgische Langstreckenläuferin
- Michaela Saba (* 1990), österreichische Schauspielerin
- Layes Abdullayeva (* 1991), aserbaidschanische Mittelstrecken-, Langstrecken- und Hindernisläuferin äthiopischer Herkunft
- Betlhem Desalegn (* 1991), emiratische Mittelstrecken- und Langstreckenläuferin äthiopischer Herkunft
- Kalkidan Gezahegne (* 1991), Mittelstreckenläuferin
- Jonas Koller (* 1993), deutscher Langstreckenläufer
- Amanuel Ghebreigzabhier (* 1994), eritreischer Radsportler
- Gadi Kinda (1994–2025), israelischer Fußballspieler
- Kelem Mulugeta Mamuyé (* 1994), Fußballspielerin
- Selamawit Teferi (* 1994), israelische Mittel- und Langstreckenläuferin
- Aida Edemariam (* vor 2000), äthiopisch-kanadische Journalistin
- Lukas Nerurkar (* 2003), britischer Radrennfahrer

## Städtepartnerschaften
Addis Abeba unterhält Städtepartnerschaften mit
- Ankara, Türkei, 2006
- Beʾer Scheva, Israel, 2004
- Chuncheon und Seoul, Südkorea
- Johannesburg, Südafrika, 2003
- Khartum, Sudan
- Leipzig, Deutschland, 2004
- Lusaka, Sambia, 2005
- Lyon, Frankreich, 2009
- Nairobi, Kenia, 1968
- Peking und Chongqing, Volksrepublik China
- Sanaa, Jemen, 2007
- Sankt Petersburg, Russland, 2011